# Marguerite de Saint-Marceaux
Marguerite de Saint-Marceaux, née Jourdain le 9 mai 1850 à Louviers et morte le 23 février 1930 à Paris, veuve du peintre Eugène Baugnies, épouse du sculpteur René de Saint-Marceaux, est une salonnière française.

## Biographie

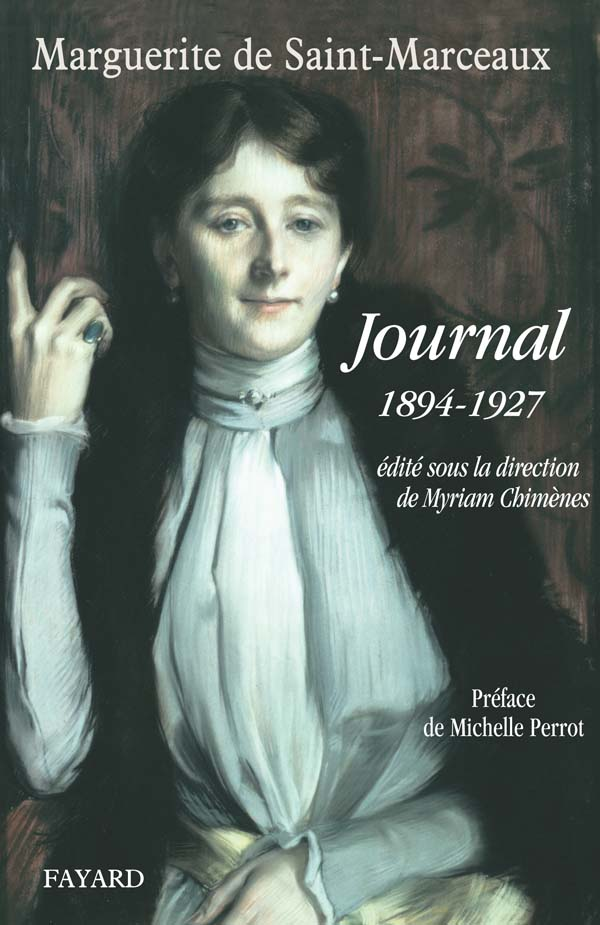
Journal de Madame de Saint-Marceaux, portrait par Jacques-Émile Blanche.

Lucie Frederica Marguerite Jourdain, dite Meg, naît en 1850 dans une famille de drapiers de Louviers. Elle reçoit une formation musicale poussée, d'Antoine-François Marmontel, François Seghers et Romain Bussine. Sa famille l'empêche d'épouser Camille Saint-Saëns lorsqu'il demande sa main, le compositeur ne paraissant pas un parti assez convenable du fait de sa situation assez bohème. Mais par son demi-frère, le peintre Roger Jourdain, elle est bien introduite dans le milieu des artistes plasticiens et épouse en 1870 un autre peintre, Eugène Baugnies (1841-1891), dont elle aura trois fils, Georges, Jacques et Jean. L'architecte Jules Février achève en 1875 la construction de leur hôtel particulier du 100 boulevard Malesherbes, au cœur de la Plaine Monceau. Par la suite, le fils de Jules, Henri, et son petit-fils Jacques, fréquenteront cet hôtel, situé au milieu d'un îlot où famille et amis ont des logements.

Maîtrisant bien le piano, dotée d'« une voix chaude et pénétrante » selon Emmanuel Chabrier, la musique est pour Meg, comme l'appellent ses intimes, une vraie passion. Dans son hôtel du boulevard Malesherbes, elle tient un salon musical, aussi ouvert aux peintres et aux écrivains, dont la grande période se situe entre 1880 et 1914. Il s'agit de dîners le vendredi, sans formalisme, les tenues de soirée étant proscrites (les gens du monde sont reçus le jeudi) ; la nourriture y est très soignée : « Je les ai pris par le bec » dit Meg. Après le décès de son premier mari, dont elle hérite la fortune, elle épouse en 1892 le sculpteur René de Saint-Marceaux qui adoptera ses trois fils. Elle se met à écrire un journal où elle retrace tous les faits de la vie parisienne, et ce jusqu'en 1927,. Dans les années 1900, Colette et son mari Willy deviennent des habitués. Colette a laissé une description très vivante du salon Saint-Marceaux : 

« Les réunions de l'hôtel Saint-Marceaux, mieux qu'une curiosité mondaine, étaient une récompense accordée aux fidèles de la musique, une sorte de récréation élevée, le bastion de l'intimité artistique… Un dîner, toujours excellent, précédait ces réunions où la maîtresse de maison entretenait une atmosphère de "liberté surveillée". Elle n'obligeait personne à écouter la musique, mais réprimait le moindre chuchotement… Nul ne trouvait mauvais que M. de Saint-Marceaux s'absorbât dans une lecture, que les fils de la maison se retirassent à l'étage supérieur, que les peintres Clairin, Billotte se retranchassent dans une querelle de peintres, que Gabriel Fauré préférât à la musique le plaisir de dessiner en trois traits de plume le portrait de Kœchlin long et barbu, ou celui d'Henri Février, père de Jacques. Parfois, la phalange de musiciens se jetait sur de vieux cahiers de musique, jouait, chantait avec âme maint Loïsa Puget, pillait un répertoire de 1840 hanté de fous sur la lande, de fiancées bretonnes accoudées aux môles, de jeunes filles que la valse enivre… Souvent, côte à côte sur la banquette d'un des pianos, Fauré et Messager improvisaient à quatre mains, en rivalisant de modulations brusquées, d'évasions hors du ton. Ils aimaient tous deux ce jeu pendant lequel ils échangeaient des apostrophes de duellistes : "Pare celle-là ! et celle-là, tu l'attendais ? Va toujours, je te repincerai". Fauré, émir bistré, hochait sa huppe d'argent, souriait aux embûches et les redoublait… Un quadrille parodique, à quatre mains, où se donnaient rendez-vous les leivmotive de la Tétralogie, sonnait souvent le couvre-feu. C'est dans ce lieu sonore, mais sensible au recueillement, jaloux de ses prérogatives mais capable de mansuétude, que je rencontrai pour la première fois Maurice Ravel »

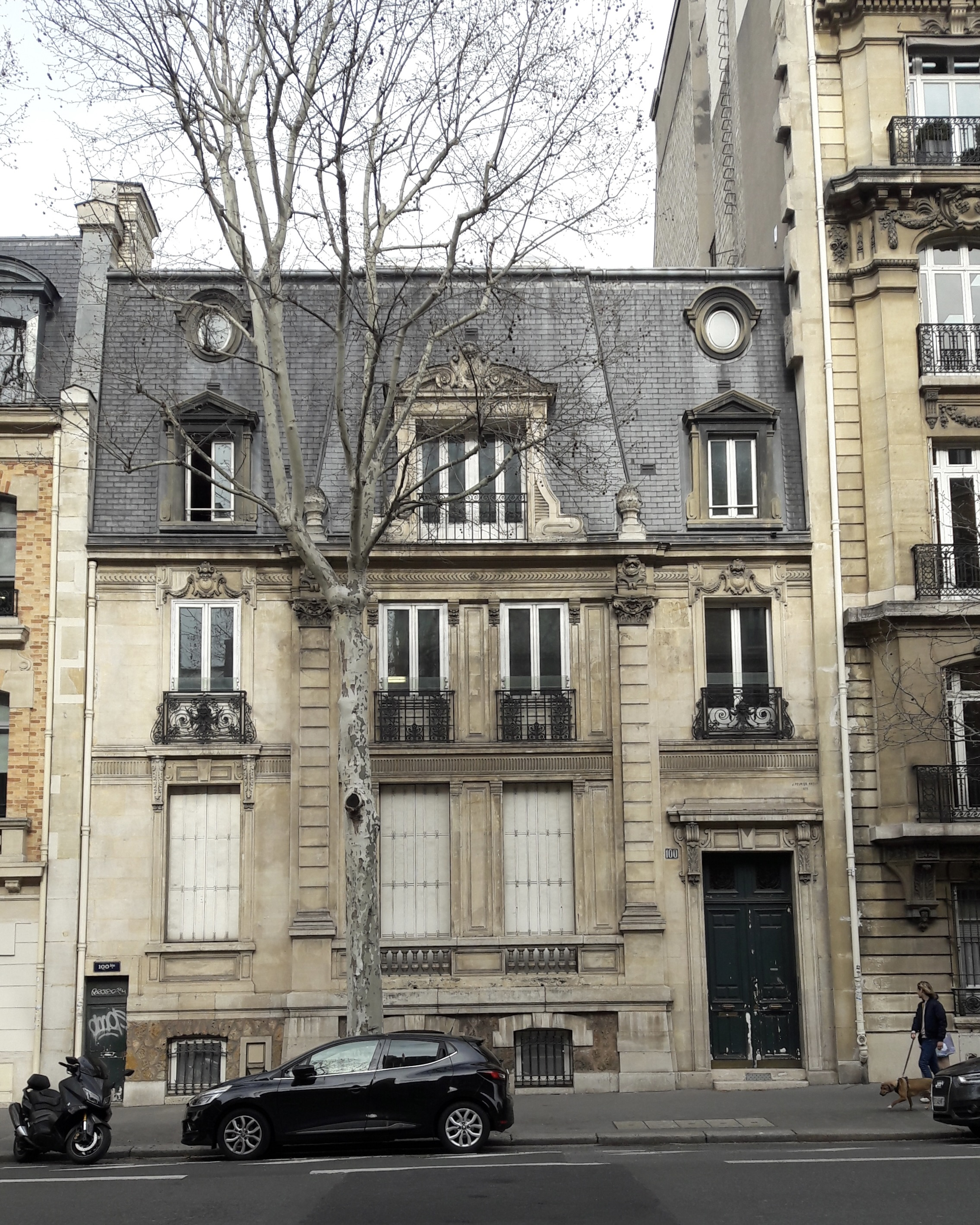
Hôtel de Marguerite de Saint-Marceaux, 100 boulevard Malesherbes à Paris.

Cette rencontre entre Colette et Ravel fait partie des événements marquants du salon Saint-Marceaux, puisque ce fut le point de départ d'un projet inscrit dans l'histoire de la musique : L'Enfant et les sortilèges. Il y en a eu beaucoup d'autres comme des auditions privées (parfois des premières auditions) qui ont servi de tremplin à des œuvres dans la promotion desquelles Meg s'est investie. Parmi celles-ci, Pelléas et Mélisande est en place d'honneur. Messager, qui a dirigé la création, en a fait découvrir des extraits à Meg quand il a traîné Debussy chez elle et l'a mis au piano ; puis au moment des répétitions, il est venu avec la partition sous le bras et l'a jouée devant Meg et Colette : « Il commença de la lire au piano, de la chanter passionnément, d'une voix en zinc rouillé ». Meg, conquise, vient plusieurs fois l'écouter à l'Opéra comique et parle d'un enchantement, d'un chef-d'œuvre absolu, mais remarque que Fauré et Hahn ne l'aiment pas. Déjà, en mars 1894, elle avait eu le privilège de la première audition du Prélude à l'après-midi d'un faune, joué au piano par le compositeur. Elle note à ce propos : « Il faut l'orchestrer pour bien juger. Mais telle quelle, la musique est intéressante ».
C'est Fauré qui a amené son élève Maurice Ravel chez Meg en 1898. Au début, elle l'appelle « le petit symbolard » car elle sait son attachement pour Mallarmé. Il devient vite un fidèle du salon, presque jusqu'à la fin, et gratifie Meg de nombreuses auditions privées, dont un mouvement de la Sonatine, une pièce des Miroirs, l'Heure espagnole, Ma mère l'Oye et le Trio en première audition. Il lui a dédié une pièce de Shéhérazade. Fauré lui-même, le pilier du salon Saint-Marceaux, a dédié à Meg de nombreuses mélodies et pièces pour piano. Cette dernière, marieuse invétérée, l'a mis à son tableau de chasse en utilisant un procédé des plus singuliers : elle a tiré au sort entre trois noms de jeunes filles commençant par F. C'est le nom de Marie Frémiet qui est sorti du chapeau  !

Le second pilier du salon de Meg est André Messager. Il lui a fait découvrir nombre de partitions, à peine imprimées ou encore manuscrites. Il lui a aussi coûté une forte somme quand il la fit rentrer dans la commandite de l'Opéra de Paris à la tête duquel il venait d'être nommé. Mais, nous dit Jean-Michel Nectoux, que pouvait-on reprocher à un ami qui fit découvrir pour la première fois la Tétralogie en entier, puis Salomé, et qui ouvrit les portes de l'Opéra aux productions de Serge de Diaghilev, à commencer par Boris Godounov ? Parmi les autres compositeurs qui viennent chez elle on trouve : Isaac Albéniz, Pierre de Bréville, Ernest Chausson, Paul Dukas, Manuel de Falla, Vincent d'Indy, Charles Kœchlin, Giacomo Puccini, Francis Poulenc, Albert Roussel, Gustave Samazeuilh, Florent Schmitt, Camille Saint-Saëns, Déodat de Séverac. Les interprètes, instrumentistes ou chanteurs, sont nombreux. On citera surtout les futurs membres du trio Cortot Thibaud Casals, avec une affection particulière de Meg pour Alfred Cortot, qui l'initie à la musique de Wagner. Il l'a même embauchée dans le chœur de Parsifal en 1903 ! Le jeune Pablo Casals est venu chez elle répéter un quatuor avec piano de Fauré un soir de mai 1901. Quant à Jacques Thibaud, frais émoulu du Conservatoire et pas encore soliste, il joue chez Meg en 1900, sans se douter qu'il nouera plus tard une relation durable avec ses enfants et petits-enfants. Il a en tout cas le privilège rare d'être rémunéré et Meg note avec humour dans son Journal : 

« Thibaud avec son quatuor joue chez moi le 2e quatuor de Fauré et celui de Saint-Saëns, et aussi la sonate piano et violon [de Fauré]. Soirée exquise. Elle me coûte 200 francs, elle en vaut 1000 »

 Déjà bien présents à l'époque d'Eugène Baugnies, les plasticiens continuent à fréquenter le salon après le remariage de Meg, qui suit de près leurs travaux et leurs expositions. Leur groupe, très peu avant-gardiste, est animé par le demi-frère de Meg, Roger Jourdain. On y trouve Jacques-Émile Blanche, Giovanni Boldini, Carolus-Duran, Georges Clairin, Édouard Detaille, Guillaume Dubufe, Henri Gervex, Paul Landowski, Paul Mathey ou François Pompon. On note toutefois que Meg est visiblement heureuse d'être reçue chez Claude Monet à Giverny. Meg a également pour amie intime Isabelle Halgan, une élève de Chaplin qui a exposé de nombreux tableaux au Salon entre 1878 et 1905 sous le pseudonyme de « Claudie ». Cependant, la carrière artistique de cette-dernière est déjà en grande partie derrière elle à l'époque (1897-1916) où les deux femmes se fréquentent, et le Journal de Meg n'en fait pas état.
Le troisième groupe est celui des écrivains. On remarque surtout chez eux un fort contingent d'auteurs dramatiques : Édouard Bourdet, Robert de Flers, Abel Hermant, Paul Hervieu, Henri Lavedan, Jules Lemaître et Victorien Sardou. Il est vrai que les sorties théâtrales tiennent une grande place dans la vie de Meg. Il y a encore trois petits groupes : 
- les journalistes et critiques : André Beaunier, Gaston Calmette, Willy, Louis Gillet, Adrien Hébrard, Arthur Meyer, Pierre Lalo,
- les collectionneurs et conservateurs : Louis Gonse, Jules Maciet, Raymond Kœchlin, Victor Martin Le Roy[24], Pierre Louis Pujalet[25],
- les architectes : Jules Février, Charles Girault, Alfred et Georges Vaudoyer.

Hors catégorie, une danseuse américaine révélée à Paris dans le salon de Meg : Isadora Duncan. Par Charles Noufflard, Jacques Baugnies a fait la connaissance de cette jeune étudiante et l'a amenée chez sa mère. Cette dernière a des doutes et écrit le 15 janvier 1901: « Personne bien étrangère, s'imaginant qu'elle va bouleverser le monde avec ses 18 ans et quelques gestes trouvés et observés sur des vases étrusques ». Mais après la soirée du 20 janvier, donnée en présence de Madeleine Lemaire, Massenet, Victorien Sardou, Charles Girault et Antonin Mercié, elle change d'avis : « La petite danseuse américaine exécute des danses de gestes. Beaunier lit des vers. Ravel joue le piano. Ensemble exquis, ensemble de rêve et de poésie. Grand succès pour tous ces jeunes, Jacques en tête organisateur de cette petite fête ». Et dans son autobiographie, Isadora Duncan commente : « Le soir de mes débuts arriva. Je dansai devant un groupe de gens si aimables, si enthousiastes, que je fus bouleversée ». À partir de là, les autres salons se l'arrachent, mais elle restera fidèle à Meg, revenant dans son salon, dansant au mariage de son fils Jean et lui écrivant des lettres pleines de reconnaissance.
Reste une question : quelles relations entretenait-elle avec ses consœurs ? Michel Delahaye constate qu'elle fréquente des salons soucieux d'égaler le sien mais s'y ennuie la plupart du temps. On la voit effectivement échanger des invitations avec la comtesse de Béarn, la duchesse d'Uzès, la baronne de Pierrebourg, la comtesse de Guerne, mais les deux seules salonnières avec lesquelles elle entretient des relations proches sont Madeleine Lemaire et Winnie de Polignac. Madeleine Lemaire, connue pour son activité de peintre, tient un salon couru et est vite devenue une véritable amie pour Meg. Winnie de Polignac est un cas particulier en ce sens qu'elle va chercher l'inspiration chez Meg pour son futur salon, sans doute dès son premier mariage. Son immense fortune aurait pu rendre jalouse Meg, mais cette dernière a mesuré la sincérité de l'amour que Winnie porte à la musique, et les deux femmes sympathisent, jouent à quatre mains, vont ensemble au festival de Bayreuth. Du coup, Meg ne voit aucune objection à ce que Winnie vienne régulièrement chez elle avec son discret mari. La différence est que la princesse de Polignac aura assez de moyens pour rendre pérenne son soutien à la culture.

## L'annexe du salon de Paris

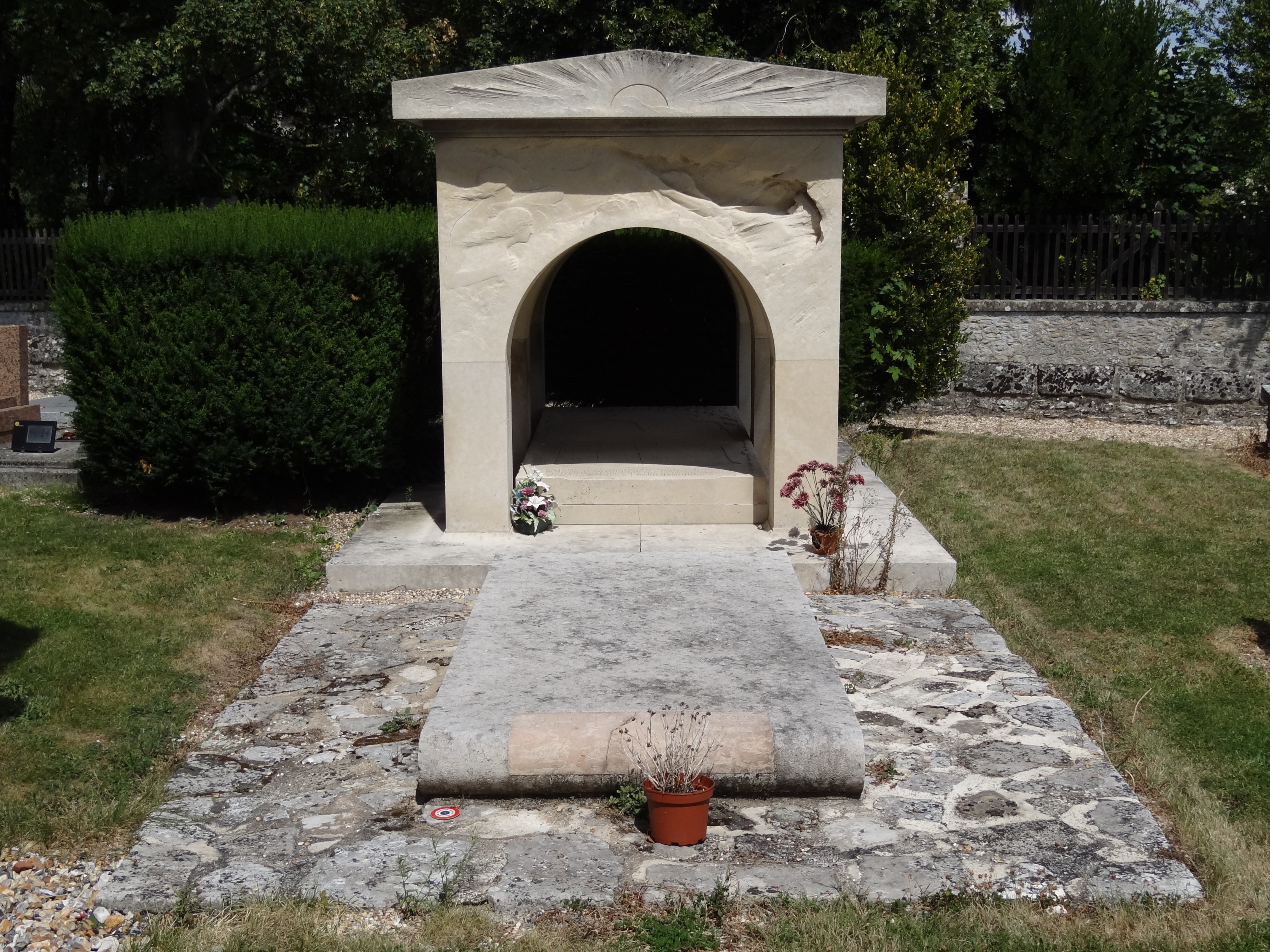
Tombe de René et Meg de Saint-Marceaux à Cuy-Saint-Fiacre.

L'hôtel du boulevard Malesherbes a une annexe campagnarde, c'est la propriété de Cuy-Saint-Fiacre des Saint-Marceaux, venue à Meg par les parents d'Eugène Baugnies. Elle est dotée de plusieurs pavillons, dont une grande maison à colombages construite vers 1900 qui permet de recevoir en séjour de nombreux artistes, et opportunément située sur la route de Dieppe, où le ménage a des amis tels que les Mallet à Varengeville, les Alexandre Dumas à Puys, Jacques-Émile Blanche à Offranville. Les artistes disposent à Cuy d'un salon de musique et d'un grand atelier, où peintres et sculpteurs peuvent travailler. Sur place, on trouve deux pianos, dont un Pleyel à deux claviers. Mais l'hôtesse se montre encore plus directive qu'à Paris : si le séjour est offert, on est prié de respecter les horaires des repas et de faire du sport, rendu obligatoire ! Meg, qui est sur ce point en avance sur son temps, pratique en effet le mens sana in corpore sano. Des courts de tennis sont à disposition, ainsi que des bicyclettes et des chevaux, et à quatre heures, elle sonne de la corne pour appeler les invités à la « MFQ » (marche forcée quotidienne), nous explique Michel Delahaye. On fait ainsi couramment l'excursion pour Beuvreuil, où se trouvent un manoir et une chapelle de grand caractère.
On retrouve une partie des hôtes de Paris à Cuy-Saint-Fiacre. Meg aime jouer à quatre mains ou deux pianos avec Messager, Jacques Février, Fauré ou d'autres. Le sculpteur François Pompon a une situation est un peu à part, car il est le praticien de René de Saint-Marceaux, mais c'est sans doute lui qui profite le plus des séjours à Cuy, où on lui a trouvé une petite maison. Il réalise le tombeau des Saint-Marceaux sur les dessins de René, ainsi que le monument aux morts de la commune. Mais surtout, c'est là qu'il change son style et son inspiration. Il décide en effet vers 1905 de se consacrer aux thèmes animaliers et d'adopter un style lisse et épuré qui contraste avec l'académisme de ses œuvres précédentes. Dans les années 1920, Meg assistera à sa consécration. De leur côté, Eugène Baugnies et à sa suite son fils peintre Jacques ont offert à l'église du village plusieurs tableaux. L'aîné des fils, Georges Baugnies, a été maire de la commune de 1901 à 1919.

## Un cœur pas si à droite

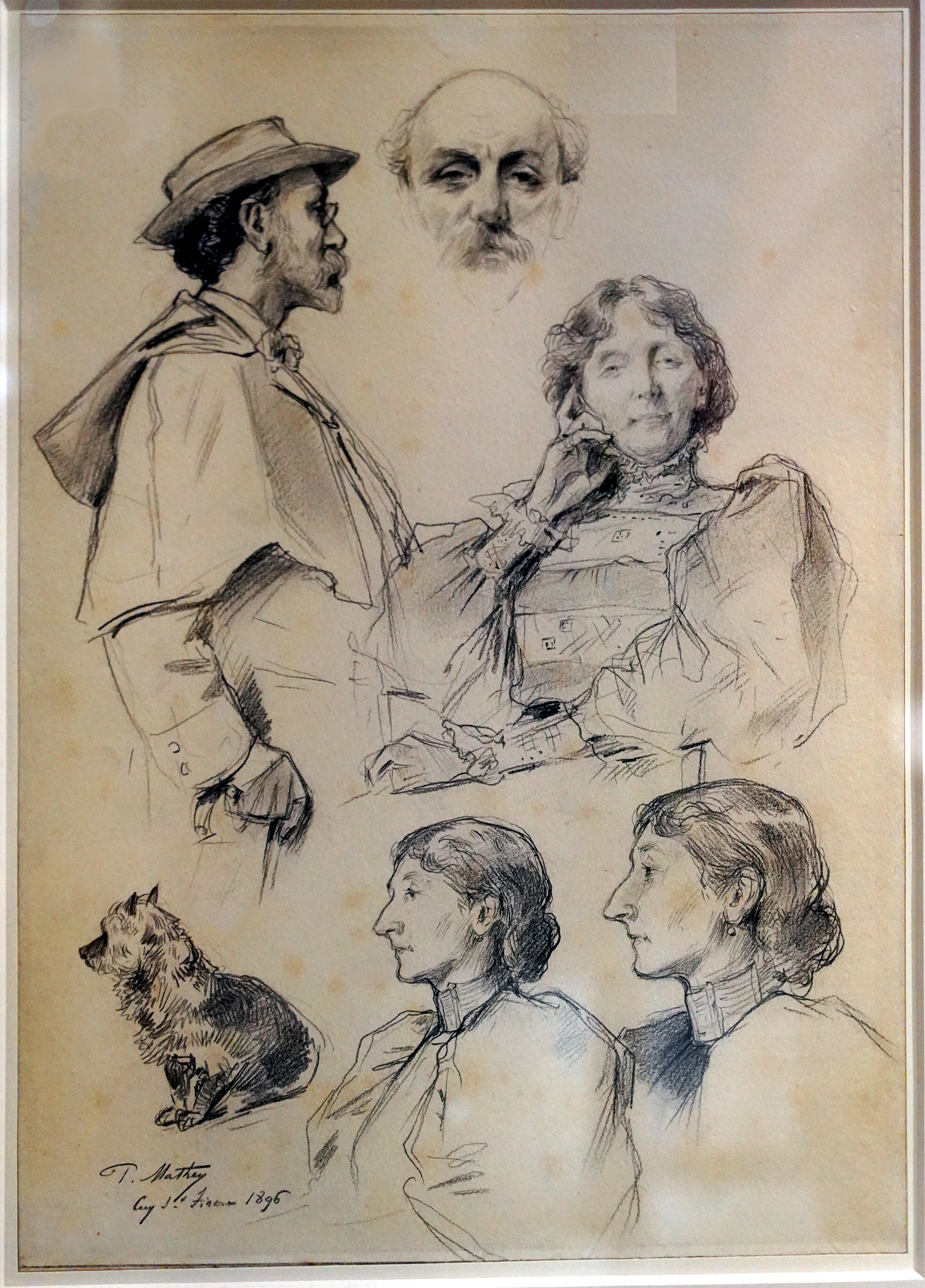
Madame et Monsieur de Saint-Marceaux par Paul Mathey.

Premier marqueur : l'affaire Dreyfus. Pour Myriam Chimènes, « clairement rangée dans le clan des anti-dreyfusards… elle n'en conserve pas moins de bons amis persuadés de l'innocence de Dreyfus, tel André Beaunier qui soutient Émile Zola, ou directement impliqués dans le processus de réhabilitation, tel Alexis Ballot-Beaupré ». Mais deux jours avant que ce dernier ne donne lecture de l'arrêt de la Cour de Cassation qui innocente Dreyfus, mise au courant des derniers développements elle fustige l'attitude de la hiérarchie militaire : « Il est certainement innocent ce grand coupable et cette constatation est pénible à faire. Avoir compromis l'honneur de toute l'armée pour ne pas avouer que l'on s'est trompé est d'une mentalité navrante ». Myriam Chimènes remarque aussi que son journal est émaillé de phrases fortement antisémites et qu'elle rompt en 1911 avec son cousin André Noufflard qui a épousé une juive. Mais lors du mariage en 1901 de la sœur de ce dernier, Florence, avec Élie Halévy, elle avait accueilli la nouvelle avec sympathie et été séduite par le marié. Est-ce parce qu'elle entretient des relations cordiales avec le père d'Élie, le célèbre librettiste Ludovic Halévy ? Il n'est pas le seul : Meg fréquente aussi les Halphen, Blumenthal, Hoffbauer, Straus, d'Eichthal ou Sulzbach…
Deuxième marqueur : la politique. Elle s'affirme opposée aux idées royalistes et républicaine dans l'âme. Mieux, elle n'est pas effrayée par l'appel au socialisme lancé en 1906 par Briand et Viviani : « Ces idées-là ne m'effraient pas. Si elles ne sont pas entièrement réalisables, elles devront faire leur chemin et améliorer le sort de l'humanité laborieuse. Les bourgeois vocifèrent et sentent que leurs intérêts sont en jeu. Leurs cris n'arrêteront rien ». Elle se dit pour l'impôt sur le revenu et à propos de la loi sur les retraites ouvrières de 1910, elle écrit : « Elle paraît juste cette loi, mais on la dit impossible à appliquer. Il me semble que l'effort de tous devrait converger vers ce but. La misère n'est pas prévoyante et l'on demande aux humbles travailleurs des vertus que ceux qui ne se privent de rien n'ont pas ».
Troisième marqueur : la redistribution. Michel Delahaye a dressé un inventaire de la générosité de Meg. Dans son salon de Paris, elle organise des ventes de charité qui rapportent bon an mal an entre six et vingt et un mille francs. Elle s'occupe des victimes des inondations de 1910 et de la maison de retraite des vieux comédiens. Pendant la guerre, elle prépare des colis pour les poilus et en héberge de nombreux à Cuy, avant qu'ils ne repartent au front. Elle s'occupe aussi des blessés. Et chaque année, à Cuy, elle organise les traditionnels « repas des fermiers » ou « banquets des pompiers ».

## La relation avec Proust
Cette relation a fait couler beaucoup d'encre, étant donné que Madame de Saint-Marceaux passe pour avoir servi de modèle à Marcel Proust, pour le personnage de Madame Verdurin dans À la recherche du temps perdu,. Dans le feuilleton de Nina Companeez tiré de cet ouvrage, elle est incarnée par Dominique Blanc, dont l'apparence physique se rapproche du portrait de Meg par Jacques-Émile Blanche et qui dirige son petit monde avec fermeté, comme le fit Meg. Colette dit à propos de cette dernière : « Nous nous sentions gouvernés par une hôtesse d'esprit et de parler prompts, intolérante au fond, le nez en bec d'aigle, l'œil agile, qui bataillait pour la musique et s'en grisait ». Le côté directif de Meg se retrouve chez Madame Verdurin, comme sa volonté de se mêler des affaires sentimentales des autres (Meg marieuse). L'organisation du salon correspond très largement :
- une fois adoubé membre du cercle, on vient sans invitation à la soirée (mais, pour des raisons pratiques évidentes, pas au dîner chez Meg)[52],
- il n'y a pas de programme pour la soirée, joue ou chante qui veut (à l'exception chez Meg des musiciens payés pour un programme déterminé),
- on vient en costume de ville et la tenue de soirée est proscrite, pour mettre les gens à l'aise.

Il en va de même du commentaire que fait Proust dans La Prisonnière : « La force de Mme Verdurin, c'était l'amour sincère qu'elle avait de l'art, la peine qu'elle se donnait pour les fidèles, les merveilleux dîners qu'elle donnait sans qu'il y eut de gens du monde conviés ».
L'affaire se corse quand on examine le côté négatif de Madame Verdurin : très possessive, elle tient à garder l'exclusivité de ses invités et menace de ses foudres ceux qui la « trahissent » ; elle est présentée comme une bourgeoise superficielle, malveillante et vaniteuse ; son rêve est en fait d'entrer dans la haute aristocratie... On s'éloigne fort du personnage de Meg mais il y a peut-être une explication, fournie par Myriam Chimènes. Une constatation de départ : il n'y a aucune mention de Proust dans le Journal. Par contre, elle relève dans le journal de Jean de Tinan qu'il a rencontré Proust chez Meg le 22 janvier 1894, soit quelques jours avant que cette dernière ne commence son propre journal. Par la suite, il semble que Proust n'ait jamais été réinvité, ce qu'il aurait à coup sûr mentionné. De quoi justifier son aigreur et son dépit. À partir de là, il a dû se contenter de ce que lui racontaient son ami Reynaldo Hahn ou les fils Baugnies qu'il connaissait mieux. Dans son étude sur Proust et les Saint-Marceaux, Pyra Wise relève en effet qu'il connaissait bien deux des fils Baugnies, Georges et Jean, qu'il tutoyait. Tout est parti de notes de régie dans les cahiers de Proust, où il parle de « nymphéa Saint-Marceaux ». Pyra Wise a démontré qu'il faisait allusion à une visite qu'il avait pu faire à Giverny grâce à l'entremise de Jean Baugnies. Meg elle-même y est venue en 1903 avec son fils et le critique André Beaunier, habitué de son salon, et c'est sans doute ce dernier qui a présenté Jean à Claude Monet.
Il y a eu un rebondissement en 1992, avec la publication d'une lettre de Proust à Meg jusque là inédite. Elle a été retrouvée dans les archives du musée des Beaux-Arts de Reims (fonds Saint-Marceaux) et publiée dans le catalogue de l'exposition d'Orsay. Elle fait suite à une invitation reçue de Meg à assister à l'exposition Saint-Marceaux qui se tenait à l'École des Beaux-Arts de Paris en 1922. Après la mort de René en 1915, Meg s'est en effet dévouée corps et âme à la promotion de son œuvre et elle sait le rôle de prescripteur joué par Proust. Alors que ce dernier, alité, n'est qu'à quelques mois de sa mort et qu'il n'envoie plus que des lettres dactylographiées, il prend la peine de lui écrire une lettre manuscrite de douze pages, débordante d'amabilités, comme s'il avait attendu pendant des années ce signal. Cette impression est confirmée par le fait qu'il évoque en termes lyriques une rencontre en 1895 avec René dans le train pour Dieppe, comme si c'était hier. Il regrette que son état ne lui permette pas de venir et termine sa lettre par la formule suivante : « Veuillez dire tous mes souvenirs à vos fils et daignez accepter, Madame, mon hommage respectueux, admiratif et reconnaissant ».

## Postérité

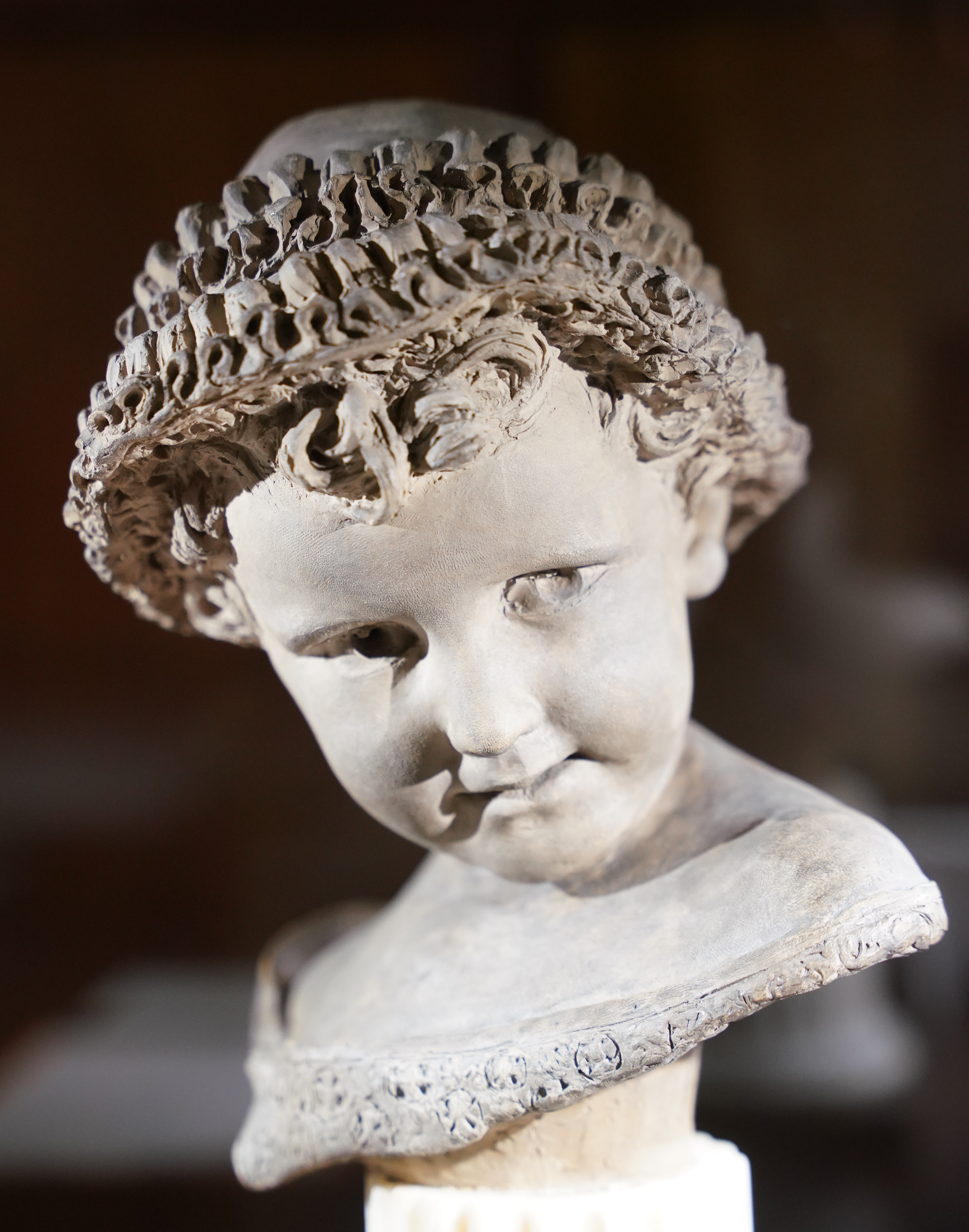
Jean Beaugnies, par Saint-Marceaux.

Marguerite de Saint-Marceaux meurt en 1930, en son domicile du 100, boulevard Malesherbes.
Certains des enfants de Meg ont continué dans la voie qu'elle avait tracée. Georges Baugnies avait racheté à Roger Jourdain la propriété le Chapitre à Blois. Il y recevait volontiers des musiciens connus chez Meg, notamment Francis Poulenc, venu en voisin de Noizay, ainsi que son interprète favori, Jacques Février.
Mais c'est surtout dans la villa Ibaïa, de Saint-Jean-de-Luz, que s'est concentrée l'activité musicale. Elle avait été construite en 1927 par le célèbre architecte de la côte basque André Pavlovsky pour Jean Baugnies, en même temps que la villa voisine de Zortzico, qui, elle, était pour Jacques Thibaud, aussi rencontré chez Meg. L'épouse de Jean était née Irène de Gironde, d'une famille ayant de fortes attaches en Pays basque. Ils ont récupéré une partie des pianos de Meg et lancé un nouveau salon musical, inauguré en 1927 par Maurice Ravel. Ce dernier a signé sur le livre d'or sous une portée musicale de sa main. Dans les années 1930, quand le trio Cortot Thibaud Casals se réunit pour répéter, n'ayant pas de piano à leur disposition, c'est à Ibaïa qu'ils jouent, pour le plus grand plaisir des enfants de Jean Baugnies. À l'époque, viennent aussi à la villa Louise de Vilmorin, Marguerite Long, Ricardo Viñes, Gustave Samazeuilh, Claude Farrère, Francis Poulenc, Reynaldo Hahn ou le prince Félix Youssoupoff. Pendant la deuxième guerre, passage de Jean-Louis Barrault et Madeleine Renaud. Après guerre, Irène, devenue veuve, continue à animer le salon musical, malgré la disparition de Jacques Thibaud dans un accident d'avion en 1953 ; elle fait appel à une nouvelle génération de pianistes : Alexis Weissenberg, Aldo Ciccolini, ou Philippe Entremont. Après la mort d'Irène en 1978, la villa a été vendue.

## Hommage

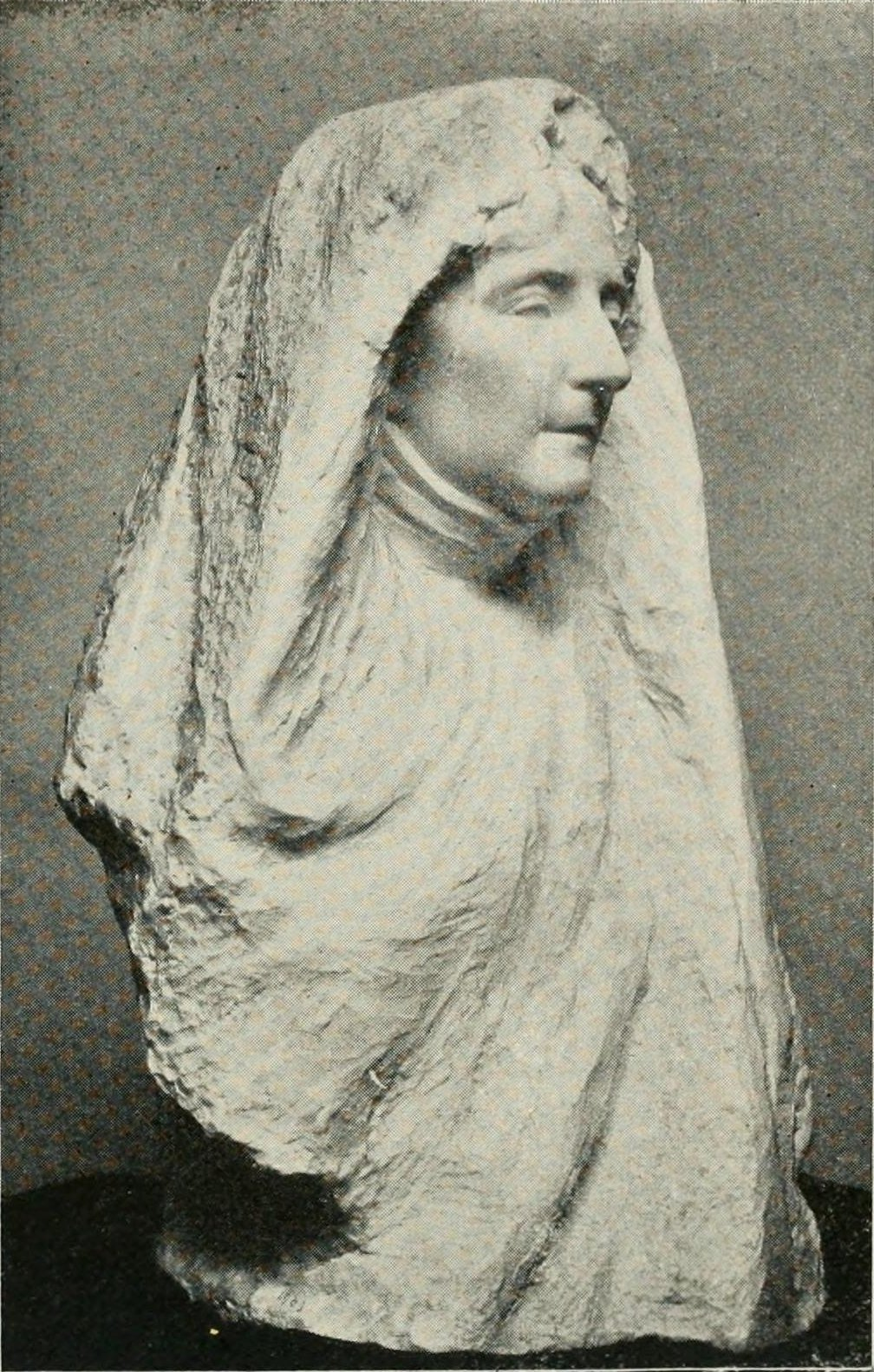
Son époux a fait plusieurs portraits en sculpture de son épouse, ici Grand deuil.

En 1992, le musée d'Orsay a rendu hommage à Marguerite de Saint-Marceaux et à son mari sculpteur à travers une exposition qui s'est tenue à Orsay du 20 octobre 1992 au 17 janvier 1993, puis à Reims, région d'origine de René de Saint-Marceaux, du 12 mars au 8 juin 1993.
Dans le catalogue de l'exposition, plusieurs chapitres concernent Meg : « Marguerite de Saint-Marceaux », par Michel Delahaye, « Musique et beaux-arts : le salon de Marguerite de Saint-Marceaux », par Jean-Michel Nectoux et « Une lettre inédite de Marcel Proust à Madame de Saint-Marceaux ».